# 金應龍
金 應龍（キム・ウンヨン、朝: 김응용、1940年4月8日（旧暦3月1日） - ）は、大韓民国の元プロ野球選手（内野手）、野球指導者。現役時代は、韓一銀行などの実業チームでプレーし、引退後はKBOリーグの複数チームの監督や野球大韓民国代表の監督を務めた。現在、韓国野球ソフトボール協会の会長を務める。
本貫は慶州金氏。

## 経歴
1940年、日本統治下の平安南道平原（現在は北朝鮮）で生まれ、釜山商業高校卒業後に渡米し、アメリカ合衆国ジョージア州のジョージアサザン大学を卒業。
1983年から2000年まで18年間のプロ野球ヘテ・タイガースの監督を務め、9度の韓国シリーズ優勝を果たす。 2000年のシーズンが終わった後、金城漢に監督を渡し、ライバルチームサムスン・ライオンズ監督に就任する。2000年、韓国代表監督に選任され、銅メダルを導いた。2002年の韓国シリーズで再び優勝し、韓国シリーズ通算10回目の優勝を記録した。
2004年11月9日に、契約期間を1年残して退き、球団社長に昇進した。2010年末に社長を退き、サムスンのコンサルタントとして過ごした。2012年10月8日、ハンファ・イーグルスの新監督に就任した。しかし、ハンファは、2年連続最下位という成績を残し、2014年10月17日、2年契約満了でチームを去った。

## 詳細情報

### 背番号
- 39（1983年 - 1995年）
- 70（1996年 - 2004年、2012年 - 2014年）